# Сан-Томе-де-Ковелаш
Сан-Томе-де-Ковелаш (порт. São Tomé de Covelas)  —  район (фрегезия) в Португалии,  входит в округ Порту. Является составной частью муниципалитета  Байан. По старому административному делению входил в провинцию Дору-Литорал. Входит в экономико-статистический  субрегион Тамега, который входит в Северный регион. Население составляет 724 человека на 2001 год. Занимает площадь 6,20 км².
Покровителем района считается Апостол Фома (порт. São Tomé). 